# Orthokoolzuur
Orthokoolzuur, ook wel methaantetrol, is de naam die gegeven is aan de hypothetische stof met de formule {\displaystyle {\ce {CH4O4}}}, of meer op de structuur gericht: {\displaystyle {\ce {C(OH)4}}}. Het molecuul bestaat uit een enkel koolstof-atoom met vier hydroxylgroepen. Het zou dus als een vierwaardige alcohol beschreven kunnen worden. In theorie kan de verbinding 4 protonen afstaan, wat zou leiden tot het KZA {\displaystyle {\ce {CO4^{4-}}}} orthocarbonaat. Het wordt daarom ook als een oxo-zuur van koolstof beschouwd.
Orthokoolzuur is zeer instabiel. Berekeningen geven aan dat het spontaan ontleed in  koolzuur en water:
{\displaystyle {\ce {C(OH)4\ ->\ H2CO3\ +\ H2O}}}
Orthokoolzuur maakt deel uit van  een groep carbonzuren, de orthozuren met de algemene formule{\displaystyle {\ce {RC(OH)3}}}. De term orthozuur wordt vaak gebruikt voor dat lid van een groep oxozuren dat de meeste hydroxylgroepen bezit (en dus ook de meeste H+ kan afstaan).
Onderzoekers verwachten dat orthokoolzuur stabiel zal zijn bij hoge druk. Dat betekent dat het mogelijk gevormd wordt in het inwendige van de ijsreuzen, de planeten Uranus en Neptunus, waar zowel water als methaan veel voorkomen.